# Alfred Weigert
Alfred Weigert (* 13. November 1927 in Labes; † 13. Dezember 1992 in Hamburg) war ein deutscher Astronom und Astrophysiker.
Nach dem Abitur in Halle 1947 absolvierte er eine Lehre als Maschinenschlosser und studierte dann Mathematik und Physik und später zusätzlich Astronomie in Halle und Jena, wo er 1957 bei Hermann Lambrecht (1908–1983) in Astronomie promovierte (Kernaufbau und Halobildung bei Kometen). 1961 ging er am Tag des Mauerbaus in der DDR nach München  an das Max-Planck-Institut für Astrophysik. 1966 habilitierte er sich in Göttingen und 1969 wurde er Professor in Hamburg.
Nachdem er sich anfangs mit interstellarem Medium und Kometen befasste wandte er sich in München der Theorie der Sternentwicklung zu (Entwicklung zum Roten Riesen auf der Hauptreihe, Cepheiden, Natur thermischer Pulse, Entwicklung von Doppelsternsystemen), die er mit Computersimulationen studierte, damals Pionierleistungen in Konkurrenz zu Gruppen in den USA. In Hamburg befasste er sich insbesondere mit der mathematischen Eindeutigkeit der Lösungen der dabei auftretenden nichtlinearen partiellen Differentialgleichungen.
1991 wurde er Mitglied der  Leopoldina.

## Schriften
- mit Rudolf Kippenhahn: Stellar structure and evolution, Springer 1990
- mit Helmut Zimmermann: Lexikon der Astronomie, Spektrum Akademischer Verlag 1999 (zuerst Edition Leipzig und Hanau: Dausien 1960, Neuauflagen mit J. Gürtler)
- mit Heinrich Johannes Wendker und Lutz Wisotzki: Astronomie und Astrophysik: Ein Grundkurs, Wiley-VCH, 5. Auflage 2009